# 2. Thüringisches Infanterie-Regiment Nr. 32
Das 2. Thüringische Infanterie-Regiment Nr. 32 war ein Infanterieverband der Preußischen Armee.

## Geschichte
Das Regiment ging aus mehreren Landwehrbataillonen hervor, die während der Befreiungskriege gemeinsam gegen Napoleon Bonaparte kämpften und am 25. November 1815 in Wesel zu einem Infanterieregiment vereinigt wurden. Dies waren je ein Bataillon des „Elb-Regiments“, des „Westfälischen Landwehr-Regiments“ und des „Obersächsischen Landwehr-Regiments“. Die Standorte wechselten in den ersten Jahrzehnten häufig und befanden sich 1816 in Münster, Dortmund, Hamm und Soest, 1817 in Erfurt, 1830 in Koblenz, 1831 in Köln, 1832 wieder in Erfurt und 1860 in Halle (Saale).
Am 7. Mai 1861 wurde das Regiment schließlich zum 2. Thüringischen Infanterie-Regiment Nr. 32.  Für einige Jahre war es in der Festung Mainz garnisoniert. Nach dem Deutschen Krieg wurde das Regiment endgültig nach Meiningen im Herzogtum Sachsen-Meiningen verlegt. Dort bezogen das I. und II. Bataillon die von 1865 bis 1867 neu errichtete Hauptkaserne, auch Stadtkaserne genannt. Das III. (Füsilier-)Bataillon verblieb zunächst in Kassel. Nach dem Deutsch-Französischen Krieg 1871 war es in Hersfeld und ab 1895 ebenfalls in Meiningen stationiert. Dort bezog das Bataillon die neu erbaute Nordkaserne in der Leipziger Straße.

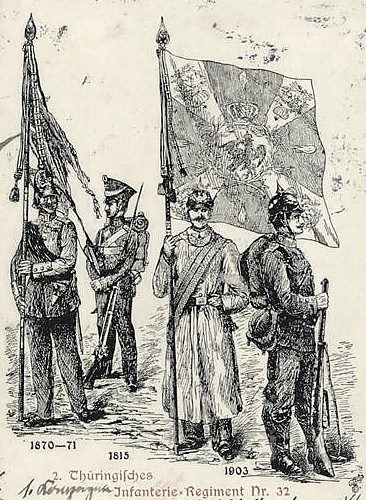
Regimentsflaggen
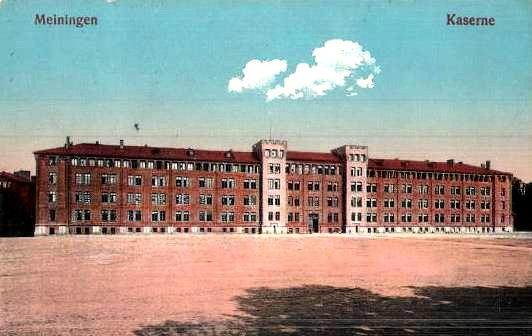
Kaserne in Meiningen

### Einigungskriege
Das Regiment kämpfte 1849 im ersten Krieg gegen Dänemark.
Im Krieg gegen Österreich und dessen deutsche Verbündete kämpfte das Regiment 1866 in der  Schlacht bei Kissingen (Hammelburg, 10. Juli), in den Gefechten bei Helmstadt (25. Juli) und in den Gefechten bei Uettingen (26. Juli).
Im Deutsch-Französischen Krieg 1870/71 nahm das Regiment an den Kämpfen bei Wörth (6. August 1870), Sedan (1. September), Paris (22. September bis 6. Oktober), Artenay (10. Oktober), Orléans (11. Oktober), Châteaudun (18. Oktober), Chartres (21. Oktober), Châteauneuf en Thimerais (18. November), Brétoncelles (21. November), Loigny-Paupry (2. Dezember), Orléans (3./4. Dezember), Beaugency-Cravant (8. bis 10. Dezember), Bellême (8./9. Januar 1871), Le Mans (10./11. Januar) und Alençon (15. Januar) teil.

### Erster Weltkrieg
Zu Beginn des Ersten Weltkriegs machte das Regiment am 2. August 1914 mobil. Es wurde zunächst bei der 22. Division, ab 15. Mai 1915 bei der 103. Infanterie-Division an der Westfront und der Ostfront eingesetzt. Am 26. September 1918 wurde der Verband bei Ripont an der Dormoise aufgerieben; große Teile gerieten hier in Gefangenschaft. Einen Tag später formierten sich die Reste zu einem Bataillon mit drei Kompanien sowie drei MG-Kompanien. Anfang Oktober 1918 folgte die Neubildung des Regiments. Infolge schwerer Verluste in der Schlacht bei Vouziers wurde das III. Bataillon am 21. Oktober 1918 aufgelöst. Nach dem Waffenstillstand von Compiègne (1918) marschierten die Reste des Regiments in die Heimat zurück, wo es vom 15. bis 18. Dezember 1918 in Meiningen demobilisiert und anschließend aufgelöst wurde. Teile traten zur IV. Abteilung des Freiwilligen-Landesjäger-Regiments 2 über.

### Reichswehr
Die Tradition übernahm in der Reichswehr durch Erlass des Chefs der Heeresleitung General der Infanterie Hans von Seeckt vom 24. August 1921 die 5. Kompanie des 15. Infanterie-Regiments in Sondershausen, ab 1925 in Weimar.
In der Hauptkaserne waren ab 1921 das I. Bataillon vom 14. (Bad.) Infanterie-Regiment (Reichswehr), 1934/35 das I. und II. Bataillon vom Infanterie-Regiment Meiningen, von 1935/45 verschiedene Bataillone der Wehrmacht sowie von 1945/91 das 23. Panzerbataillon und das 11. Aufklärerbataillon der 8. Gardearmee der Sowjetarmee stationiert. Heute befindet sich hier ein Justizzentrum. Die Gebäude der Nordkaserne dienten ab 1919 als Wohnhäuser, wurden 1935/45 wieder als Kaserne reaktiviert und ab den 1990er Jahren vollständig abgerissen.

## Regimentschef
Erster Regimentschef war seit dem 20. September 1861 der General der Infanterie Hans Wilhelm von Schack. Mit seinem Tod war die Stelle ab 25. September 1866 vakant, bis König Wilhelm I. Herzog Georg II. von Sachsen-Meiningen am 31. Oktober 1867 zum neuen Regimentschef ernannte.

## Kommandeure
| Dienstgrad                  | Name                            | Datum                                                           |
| --------------------------- | ------------------------------- | --------------------------------------------------------------- |
| Oberstleutnant/Oberst       | Wilhelm Benedikt von Clausewitz | 28. Dezember 1815 bis 20. Juli 1822                             |
| Oberstleutnant/Oberst       | Friedrich Wilhelm von Brünneck  | 21. Juli 1822 bis 29. März 1832                                 |
| Oberstleutnant/Oberst       | Otto von Drigalski              | 30. März 1832 bis 29. März 1838                                 |
| Oberstleutnant/Oberst       | Ferdinand von Salisch           | 30. März 1838 bis 29. März 1844                                 |
| Oberst                      | Hans Wilhelm von Schack         | 30. März 1844 bis 21. März 1845                                 |
| Oberstleutnant              | Hermann von Suckow              | 22. März bis 14. August 1845                                    |
| Oberstleutnant/Oberst       | Hermann von Suckow              | 15. August 1845 bis 5. November 1848                            |
| Major/Oberstleutnant/Oberst | Karl Friedrich von Steinmetz    | 06. November 1848 bis 16. April 1851                            |
| Oberst                      | Friedrich von Hering            | 17. April 1851 bis 9. Mai 1855                                  |
| Oberst                      | August Wernecke                 | 10. Mai 1855 bis 17. September 1858                             |
| Oberst                      | Julius von Rohrscheidt          | 18. September 1858 bis 21. Juni 1861                            |
| Oberst                      | Otto von Hoffmann               | 22. Juni 1861 bis 24. Juni 1864                                 |
| Oberst                      | Kurt von Schwerin               | 25. Juni 1864 bis 21. März 1868                                 |
| Oberst                      | Otto von Foerster               | 22. März 1868 bis 12. Oktober 1872                              |
| Oberstleutnant/Oberst       | Ferdinand von Zeuner            | 12. Dezember 1872 bis 29. Dezember 1875                         |
| Oberst                      | Arnold von Bessel               | 30. Dezember 1875 bis 11. Juli 1879                             |
| Oberstleutnant/Oberst       | Ferdinand von Wulffen           | 12. Juli 1879 bis 18. Februar 1885                              |
| Oberst                      | Gerhard von der Osten           | 19. Februar 1885 bis 5. November 1888                           |
| Oberstleutnant              | Adolf Boecklin von Boecklinsau  | 06. November bis 12. Dezember 1888 (mit der Führung beauftragt) |
| Oberst                      | Adolf Boecklin von Boecklinsau  | 13. Dezember 1888 bis 23. Oktober 1891                          |
| Oberst                      | Louis Stoetzer                  | 24. Oktober 1891 bis 15. Juni 1894                              |
| Oberst                      | Alexander von der Goltz         | 16. Juni 1894 bis 16. April 1897                                |
| Oberst                      | Hermann von Viebahn             | 17. April 1897 bis 17. Mai 1901                                 |
| Oberst                      | Kurt von Seydlitz-Kurzbach      | 18. Mai 1901 bis 21. April 1905                                 |
| Oberst                      | Bodo von Oheimb                 | 22. April 1905 bis 15. Oktober 1906                             |
| Oberst                      | Martin Chales de Beaulieu       | 16. Oktober 1906 bis 20. Februar 1911                           |
| Oberst                      | Alfred von Lewinski             | 21. Februar 1911 bis 30. September 1913                         |
| Oberst                      | Paulus von Stolzmann            | 01. Oktober 1913 bis 1. August 1914                             |
| Oberstleutnant              | Julius Fischer                  | 02. August bis 12. September 1914                               |
| Oberstleutnant              | Hans von Wangenheim             | 25. September 1914 bis 10. Juli 1916                            |
| Oberstleutnant              | Hans von Bojan                  | 15. Juli 1916 bis 17. August 1918                               |
| Oberstleutnant              | Wilhelm von Marcard             | 18. August bis Dezember 1918                                    |